# 謝德清
謝德清，明州人，明朝政治人物。
洪武三年，接替卜源善，擔任南直隶常州府宜興縣知縣，后。由趙惟一接任知縣。